# Huawei P8
Huawei P8 je mobilní telefon, který vychází z předchozího modelu Huawei P7, pouze s menšími změnami designu. Vyniká hlavně v poměru cena/výkon.
Existuej i odlehčená verze Huawei P8 Lite

## Hardware
Od předchozího modelu si ponechal IPS displej, ale zvětšený na 5,2" s FullHD rozlišením. Je schopný zobrazit až 16 milionů barev. Displej je chráněn sklem Gorilla Glass 3. Tělo je z kovu, až na oblast kolem fotoaparátu. Boky telefonu jsou zaoblené pro pohodlné držení. Mobil je dostupný v pěti barevných variantách.
Zadní fotoaparát smartphonu má 13 MPx a funkci HDR, automatické ostření, optickou stabilizaci, panorama i ovládání zvukem. Oproti staršímu modelu má i dvoubarevný blesk. Lze s ním fotit už za 1,2 sekundy ze zamčené obrazovky. Také je možno fotit s předinstalovanými filtry a natáčet videa ve FullHD. Přední fotoaparát má 8 MPx a je určen k focení širokoúhlých selfie nebo jako zrcadlo. Lze opět využívat filtry.
Z pohledu konektivity má telefon vstupy pro 3,5 mm jack na sluchátka a microUSB na nabíjení telefonu nebo pro propojení s počítačem. Mobil je vybaven Wi-Fi, Bluetooth 3.0 a NFC. Lze pořídit i verzi se dvěma sloty na SIM kartu.

## Software
Mobil používá operační systém Android 5.0 Lollipop. Je možné si stáhnout aktualizaci 6.0 Marshmallow. Huawei nadstavbu EMUI verze 3.0 lze aktualizovat hned po spuštění telefonu.
Telefon má několik předinstalovaných aplikací, jako kalkulačku, nahrávač zvuku, či aplikaci na přehrávání médií. Mobil také nabízí i možnost sledovat a upravovat složky systému a to i bez použití počítače. Je zde možnost změnit vzhled ikon předinstalovaných aplikací.